# غوردون جريفيث
جوردون غريفيث (بالإنجليزية:Gordon Griffith) (مواليد 4 يوليو 1907 - وفيات 12 أكتوبر 1958) ممثل ومنتج ومساعد مخرج أمريكي ، كان واحد من الممثلين الأطفال الأوائل في صناعة السينما الأمريكية. عمل جريفيث في صناعة السينما منذ خمسة عقود، عمل في أكثر من 60 فيلما، والباقين على قيد الحياة الانتقال من الأفلام الصامتة لاسلكي السينمائي مع الصوت. خلال مهنة التمثيل، وكان يعمل مع تشارلي تشابلن، وكان أول فنان تصوير توم سوير وطرزان على الفيلم.

## من أعماله

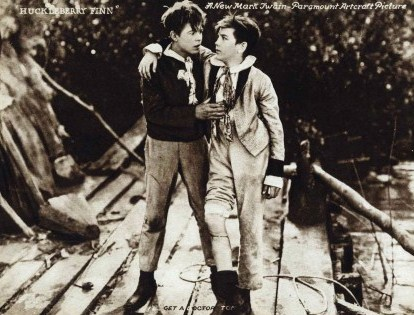
التوت الفنلندي
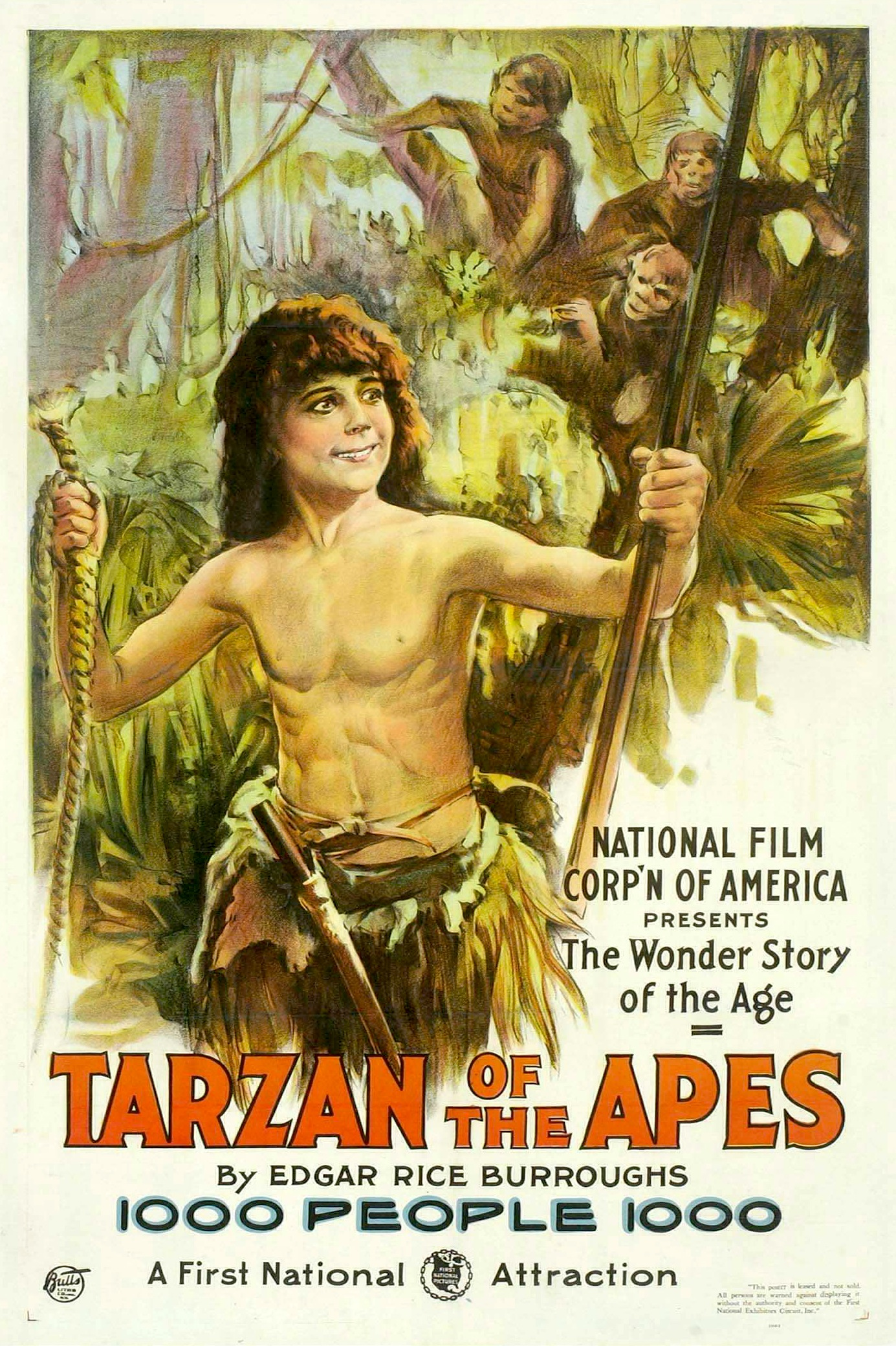
طرزان

## روابط خارجية
- غوردون جريفيث على موقع IMDb (الإنجليزية)
- غوردون جريفيث على موقع أول موفي (الإنجليزية)
- غوردون جريفيث على موقع قاعدة بيانات الفيلم (الإنجليزية)
- Picture of Gordon Griffith without heavy makeup in the Young Hollywood Hall of Fame